# William Josiah MacDonald
William Josiah MacDonald (* 17. November 1873 in Potosi, Grant County, Wisconsin; † 29. März 1946 in Chicago, Illinois) war ein US-amerikanischer Politiker der Progressive Party und Mitglied des US-Repräsentantenhauses aus Michigan.

## Leben
Nach dem Abschluss der High School von Fairmont studierte er an der University of Minnesota sowie Rechtswissenschaft an der Law School der Georgetown University. Nach seiner anwaltlichen Zulassung begann er 1895 eine Tätigkeit als Rechtsanwalt in Calumet, ehe er von 1898 bis 1904 Staatsanwalt (Prosecuting Attorney) von Keweenaw County und einige Zeit später von 1906 bis 1912 Staatsanwalt von Houghton County war.
Im August 1913 trat er für die Progressive Party als Herausforderer erfolgreich gegen den bisherigen republikanischen Amtsinhaber H. Olin Young im 12. Kongresswahlbezirk Michigans an und war anschließend vom 26. August 1913 bis zum 3. März 1915 Mitglied im Repräsentantenhaus der Vereinigten Staaten. Sowohl 1914 als auch 1916 scheiterten seine  Kandidaturen für den 65. sowie den 66. US-Kongress.
Im Anschluss nahm er 1917 seine Tätigkeit als Rechtsanwalt in Springfield und ließ sich schließlich 1922 als Anwalt in East St. Louis nieder.